# Evolució divergent

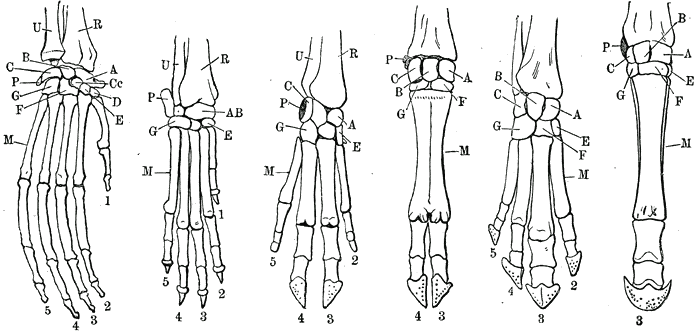
Esquelet dels membres davanters de diferents mamífers. D'esquerra a dreta un orangutan, un gos, un porc, una vaca, un tapir i un cavall.

L'evolució divergent és el fenomen pel mitjà del qual algunes característiques fenotípiques, d'origen comú, es diferencien al llarg de la història evolutiva. L'exemple clàssic són els membres dels vertebrats, que deriven dels membres presents en els vertebrats primitius i que han evolucionat en estructures molt diferents, com els braços dels humans, les potes d'altres mamífers, les ales dels ocells, les aletes dels cetacis…
L'evolució divergent també es pot descriure a nivel molecular, i en aquest cas concerneix proteïnes o gens que, a partir d'un origen comú, han desenvolupat estructures o funcions molt diferents. A l'origen d'aquesta evolució divergent molecular es troba la duplicació gènica. De fet, els gens duplicats poden tenir una evolució independent, donant lloc als anomenats gens paràlegs, és a dir, gens presents a l'interior del mateix genoma i que codifiquen productes diferents, però que provenen d'un únic gen ancestral. Es diferencien dels gens ortòlegs, que són gens homòlegs, presents en espècies diferents però relacionades, que codifiquen proteïnes amb estructures i funcions similars. Els gens ortòlegs també provenen d'un únic gen ancestral, però se separaren no per causa d'una duplicació gènica, sinó per la separació de les espècies (especiació), que té lloc al llarg del procés evolutiu.